# Медаль пожарной службы за безупречную службу
Медаль пожарной службы за безупречную службу (англ. Fire Services Medal for Meritorious Service) — военная государственная награда Индии.

## История
Изначально Пожарная служба Индии не имела отдельных наград и её служащие получали, на равне с полицией, Медаль Президента за службу в полиции и пожарной охране и Медаль Индийской полиции. Министерство внутренних дел Индии неоднократно получало обращения, в которых заявлялось, что Пожарная служба должна иметь собственные отличительные медали за храбрость, преданность долгу, долгую службу, образцовое поведение и т. д. Предлагались и названия медалей: Медаль Президента пожарной службы (англ. President’s Fire Services Medal), Медаль Индийской пожарной службы (англ. Indian Fire Services Medal). Отмечалось, что они не должны смешиваться с полицейскими медалями. Их цвет, форма, лента и другие атрибуты также должны отличаться от медалей Индийской полиции. 29 мая 1975 года было официально объявлено о появлении новых государственных наград для служащих Пожарной службы:
- Президентская медаль пожарной службы
- Медаль пожарной службы
- Медаль пожарной службы за безупречную службу

## Критерии награждения
Медаль учреждена для награждения служащих Пожарной службы Индии.
Медаль вручается ежегодно в День Республики и День независимости, как правило, по рекомендации правительств штатов/союзных территорий.

## Описание медали
Шёлковая лента, шириной 31,5 мм, разделена на полосы: кирпично-красная с золотыми полосками по краю шириной 2,5 мм и тремя черными полосками шириной 2,5 мм. Золотая лента шириной 2,5 мм, кирпично-красная лента шириной 4,5 мм, черная лента шириной 2,5 мм, кирпично-красная лента шириной 5 мм, черная лента шириной 2,5 мм, кирпично-красная лента шириной 4,5 мм, золотая лента шириной 2,5 мм.

## Порядок ношения
Медаль носится на левой стороне груди. 